# Joseph Okito
Joseph Okito, né le 5 février 1910 à Lusambo dans le territoire de Lusambo au Congo belge et mort le 17 janvier 1961 près de Élisabethville (actuellement Lubumbashi) dans l'État du Katanga, est un homme politique congolais et proche allié politique de Patrice Lumumba qui a brièvement servi successivement comme deuxième vice-président du Sénat (de juin au 8 septembre 1960) et élu président du nouveau bureau du Sénat le 8 septembre 1960 après les départs de Jacques Masangu en fin juillet 1960 pour l'Etat sécessionniste du Katanga  et de Joseph Iléo le 5 septembre 1960. Il a été exécuté aux côtés de Patrice Lumumba et de Maurice Mpolo au Katanga le 17 janvier 1961,en République démocratique du Congo (alors République du Congo).  

## Biographie
Joseph Okito, né  le 5 février 1910 à Lusambo, à l'époque chef-lieu de la province du Kasaï au Congo belge.  Il est de l’ethnie Atetela et est mort et assassiné aux côtés de deux autres personnalités politique : Patrice Lumumba et Maurice Mpolo. Son nom Okitoshinga qui signifie dans la langue de Atetela : Héritier de Shinga. Joseph Okito a fait ses études au groupe scolaire des Frères de la charité de sa ville natale. L'enseignement comportait 6 ans de l'école primaire et 3 ans de l'école moyenne; Seuls quelques enfants doués ou dociles accédaient à l'école moyenne. Ce sont eux qui, plus tard allaient constituer la classe dite des évolués. Cependant, après l'école primaire, il a lui été sélectionné dans la juvénile pour le Petit Séminaire à Kabwe et enfin, pour le grand séminaire. Après le séminaire, il devint enseignant au Groupe scolaire des frères de la charité de Lusambo et puis au Collège Saint-Boniface à Elisabethville dans le Katanga. Il suivit une formation de comptabilité de 3 ans par correspondance sous la supervision de Mme Gauthier, une expert comptable belge, au terme de laquelle il devint expert comptable. Il quitta l'enseignement pour la BCK à la direction des recettes avant d'être muté à la gare de Luena, toujours dans le Katanga. Il quitta la BCK pour la société Amato & Frères où il fut responsable du service comptable de la succursale de Port Franqui (actuellement Ilebo)   
En début des années 40, il quitta Amato & Frères pour s'installer à son propre compte et monta un cabinet fiduciaire, qui marqua le début d'une carrière en solo très fructueuse. Il fonda successivement une série d'entreprises : l'exploitation forestière, transport en commun, construction, exploitation minérale, construction des voies de desserte agricole,  exploitation agricole, commerce général. À travers ses sociétés, il gagna beaucoup d'adjudications pour la construction des infrastructures scolaires, médicales et de communication dans la province du Kasaï.   
Okito jouissait d'un statut social élevé et d'un grand prestige en raison de son esprit d'entreprise, de sa propriété importante de biens, du niveau de sa formation, de sa grande sagesse et de sa modération. Il fut le président de l'Union des Intérêts Sociaux Congolais, un cercle culturel d'élite pour les évolués, à la base du mémorandum de Luluabourg de mars 1944 .   
Il a travaillé pour l'administration coloniale pendant de nombreuses années en tant que chef du secteur Batetela du territoire de Lusambo.  Il a été coopté au Conseil provincial du Kasaï et au Conseil national à Léopoldville en 1957 jusqu'en 1959. Pendant la même période, il a régulièrement publié dans le mensuel de la communauté de Luluabourg en otetela, tshiluba et en français.

## Carrière politique
L'administration coloniale a choisi Joseph Okito comme l'un des deux Congolais à former pour assumer le rôle de commissaire  du district de Sankuru. Okito pensait que la formation l'aiderait dans une future carrière politique. Il a été envoyé à Lusambo pour observer le commissaire de district et a été éduqué sur les principes de l'administration pendant une heure par jour. En 1958, il fonde et devient président de l'Union rurale du Congo. L'URUCO  s'allia d'abord au Parti national du Progrès (PNP). Après la scission du MNC en juillet 1959, Lumumba vint rencontrer Okito à Lusambo et le convainc d'unir leurs efforts. Le congrès de Luluabourg de mars 1960 consacra la fusion de l'Uruco dans le MNC et Okito prit la charge électoral des candidats du parti dans le Kasaï et au Maniema dans le Kivu.
En mars 1960, Okito participe au Congrès Akutshu-Anamongo de Lodja en tant que l'un des vice-présidents de la conférence. Plus tard, il a été nommé sénateur de la province du Kasaï de la République indépendante du Congo. Il a concouru pour le poste de premier  vice-président du Sénat, mais a perdu contre Jacques Masangu. Le 22 juin 1960, il a été élu le deuxième vice-président du Sénat.  le 11 juin, le Katanga déclare sa sécession du reste du Congo, et dans la suite, les députés et les sénateurs des partis sécessionnistes dont Jacques Masangu, rejoignent le Katanga.  Le 5 septembre, le premier ministre Lumumba est limogé par le président Joseph Kasa-Vubu qui désigne à sa place le président Joseph Iléo comme nouveau premier ministre. Aussitôt élu président du nouveau bureau du Sénat, Okito convoque une plénière du Sénat pour débattre de la crise.  Le 10 septembre, Okito convoque le congrès du parlement qui réhabilite Lumumba dans ses fonctions du premier ministre. Une commission parlementaire de crise est créée, constituée des présidents de deux chambres du parlement, de quelques sénateurs et députés et du représentant du Secrétaire général de l'ONU à titre d'observateur.  Okito préside la commission. Le 13 septembre 1960, la commission parvint à concilier les parties et juguler la crise. Un protocole d'accords est rédigé et signé par toutes les parties ( le Président Kasavubu, le Premier Ministre Lumumba, les deux présidents des chambres du parlement et le représentant du Secrétaire général de l'ONU). Le soir même du 13 septembre, Okito remet personnellement la copie du protocole d'accords au directeur de la radio nationale pour diffusion. 14 septembre, Joseph-Désiré Mobutu  réussit son coup d'état suspend le Chef de l’État, le Premier Ministre et le gouvernement, et ajourne le Parlement.
Fin novembre, Lumumba a fui l'hostilité politique dans la capitale pour organiser un nouveau gouvernement à Stanleyville (actuellement Kisangani). Il a été capturé avant qu'il ne puisse terminer son évasion et emprisonné au camp militaire de Thysville. Okito a été arrêté de manière préventive près de Kikwit et a ensuite été transféré au camp Léopold, avec le ministre de la Jeunesse et des Sports Maurice Mpolo. Le 17 janvier 1961, la discipline dans la base faiblit et les trois hommes sont transportés par avion à Élisabethville, capitale de l'État sécessionniste du Katanga. Une fois sur place, ils ont été brutalement torturés par Moïse Tshombe et Godefroid Munongo, les principaux rivaux politiques de Lumumba et les dirigeants l'État sécessionniste. Cette nuit là, un par un, ils ont été alignés contre un arbre pour être exécutés par un peloton d'exécution. Okito est le premier à être abattu. Alors qu'on le conduisait à l'arbre, il dit : "Je veux qu'on s'occupe de ma femme et de mes enfants à Léopoldville (actuellement Kinshsa)", ce à quoi quelqu'un a répondu : "Nous sommes au Katanga, pas à Léo". Après l'exécution, son corps a été immédiatement place dans une tombe à proximité.
Des messes d'action de grâce célébrées tous les ans à la mémoire de Mpolo et Okito à la cathédrale Notre-Dame de Kinshasa.

## Postérité
Joseph Okito et Maurice Mpolo, les deux collaborateurs  de Patrice Emery Lumumba ont été décorés à titre posthume le mercredi 29 juin 2022 au palais de la nation "grand officier" dans l'ordre national des héros nationaux Kabila-Lumumba par le président Felix Antoine Tshisekedi Tshilombo. C'était au cours d'une cérémonie solennelle émouvante après projection d'un extrait du discours prononcé par Patrice Emery Lumumba le 30 juin 1960.

## Décorations
- 2022 : Grand officier de l'ordre national « Héros nationaux Kabila-Lumumba » [8].